# Stylophorum lasiocarpum
Stylophorum lasiocarpum là một loài thực vật có hoa trong họ Anh túc. Loài này được (Oliv.) Fedde miêu tả khoa học đầu tiên năm 1909.